# Callington
Callington (kornisch: Kelliwik) ist eine Stadt und eine Verwaltungseinheit im District Cornwall (zuvor: Caradon) in der Grafschaft Cornwall, England. Callington ist ca. 60 km von Truro entfernt.
Zur Kommune gehören die Weiler Bowling Green, Kelly Bray, Frogwell und Downgate.

## Geschichte
Der Celliwig ist der mythische Hof des Königs Artur. Allerdings ist der neukornische Name von Callington erst im 19. Jahrhundert auf Grund der Herleitung des Namens entstanden. Eisenzeitliche Siedlungsreste haben diesen Mythos befeuert. Im Domesday Book von 1086 wird der Ort erwähnt.
Robert Willoughby, 1. Baron Willoughby de Broke (ca. 1452–1502), war zunächst Herr über Callington. In der St. Mary’s Church sind seine sterblichen Überreste bestattet worden.
Im 19. Jahrhundert wurde in den Minen von Callington Silber (daneben: Olivenit) abgebaut. Der Bergbau ist eingestellt. Lediglich Granit wird in der Umgebung noch gebrochen.

## Sehenswürdigkeiten
- Marienkirche (St. Mary’s Church), geweiht 1438

## Gemeindepartnerschaften
Partnerschaften bestehen mit der deutschen Gemeinde Barsbüttel in Schleswig-Holstein und der französischen Gemeinde Guipavas im Département Finistère (Bretagne). Weitere Kontakte sind zu Keila in Estland geknüpft.

## Söhne und Töchter der Gemeinde
- John Pinch sr. (1769–1827), Architekt
- Nicholas Procter Burgh (1834–1900), Ingenieur
- John George Bice (1853–1923), Schmied und Politiker in South Wales (Australien)
- Selina Cooper (1864–1946), Suffragette und Politikerin (ILP)
- John Foot, Baron Foot (1909–1999), Politiker (Liberal Democrats)
- John Roy Sambles (* 1945), Physiker